# Ad Fontes Media
Ad Fontes Media, Inc. és una Societat de Benefici i Interès Comú de vigilància dels mitjans amb seu a Colorado coneguda principalment pel seu gràfic de biaix de mitjans o Media Bias Chart, que valora les fonts de mitjans en termes de biaix polític i fiabilitat. L'organització va ser fundada el 2018 per l'advocada de patents Vanessa Otero amb l'objectiu de combatre la polarització política i el biaix mediàtic. Ad Fontes Media utilitza un panell d'analistes de tot l'⁣espectre polític per avaluar els articles del Media Bias Chart.

## Història

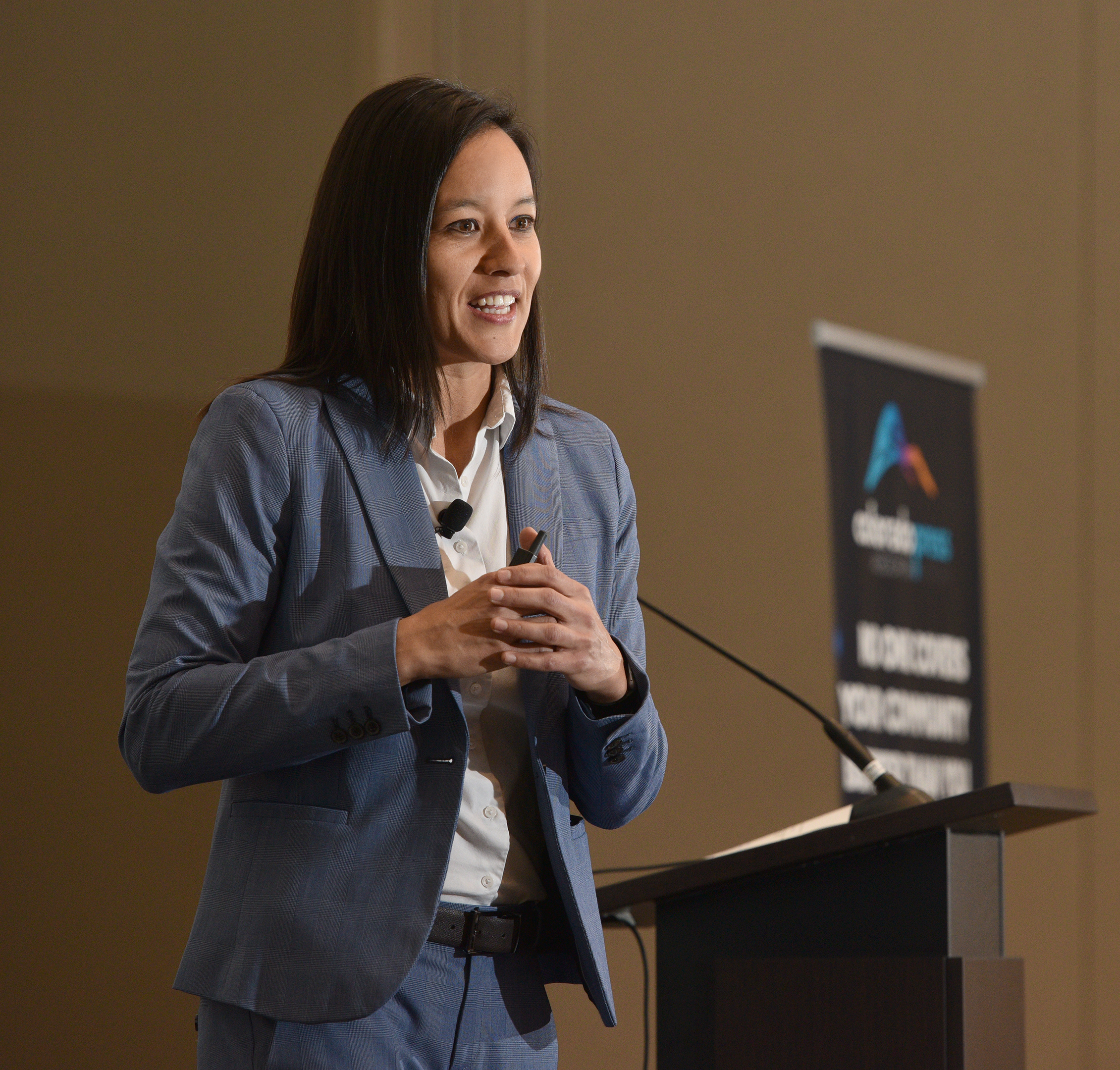
Vanessa Otero parlant a la convenció de la Colorado Press Association el 2019.

Ad Fontes Media té el seu origen en un bloc anomenat All Generalizations are False que va ser escrit per l'advocada de patents Vanessa Otero de Denver, Colorado. Otero va publicar per primera vegada el Media Bias Chart, un gràfic que va ajudar els espectadors a visualitzar el biaix dels mitjans als Estats Units, al bloc. El Media Bias Chart es va convertir en un fenomen viral al servei d'intercanvi d'imatges Imgur el desembre de 2016, i Otero va fundar Ad Fontes Media per ser-ne l'editora del gràfic. Una de les raons d'Otero per crear l'organització va ser que "moltes fonts que la gent considera com a 'fonts de notícies' en realitat estan dominades per anàlisis i articles d'opinió", i que "les fonts extremes juguen amb els pitjors instints de la gent, com la por i el tribalisme, i s'aprofiten dels biaixos de confirmació de la gent". En una entrevista amb Newsy, va declarar que "si la gent entén que les fonts que consumeixen els estan fent enfadar i polaritzar-los, llavors podrien optar per consumir-ne menys".
L'any 2018, Ad Fontes va llançar amb èxit una campanya de crowdfunding per millorar la tecnologia que hi ha darrere del gràfic, augmentar el nombre d'analistes i fer que la metodologia del lloc sigui més transparent.
Otero va triar el nom "Ad Fontes" perquè és la fórmula llatina per dir "a la font"; el seu mètode és anar a una font de mitjans de comunicació i valorar-ne el biaix i la fiabilitat "analitzant la font i el seu contingut real".

## Gràfic de biaix dels mitjans

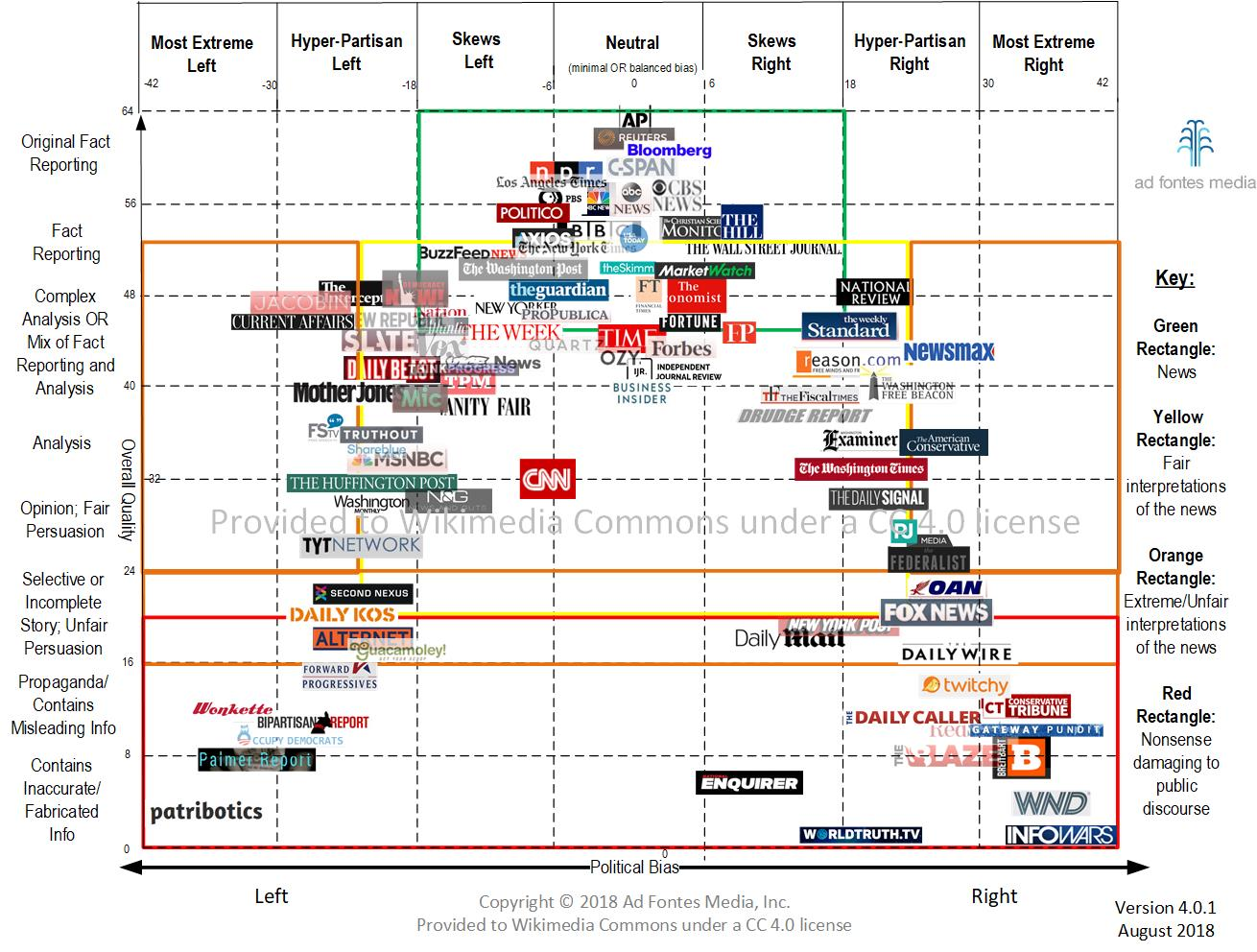
Versió 4.0.1 (agost de 2018)

El Media Bias Chart d'Ad Fontes Media valora diferents fonts de mitjans en dues escales diferents: biaix polític (d'esquerra a dreta) a l'eix horitzontal i fiabilitat a l'eix vertical. Al gràfic, les fonts es concentren en forma d'"U invertida", ja que les fonts de mitjans amb un biaix neutre són generalment fiables en els seus informes de fets originals, mentre que les fonts amb un biaix extrem a banda i banda sovint contenen informació i propaganda inexactes.
Ad Fontes no és partidista. Durant el projecte de biaix mediàtic de setembre de 2020, almenys tres analistes amb opinions polítiques diferents (esquerra, dreta i centre) van valorar prop de 1800 articles individuals i programes de notícies de televisió. Hi havia 120 analistes, cadascun va revisar uns 370 articles i uns 17 programes de televisió. Cada analista va valorar aproximadament tres articles de cadascuna de les més de 100 fonts de notícies disponibles per veure'ls al gràfic. Com a resultat, hi va haver prop de 7.000 valoracions individuals.
Otero veu el Media Bias Chart com un "àncora" que contraresta la polarització política en els mitjans de comunicació, i aspira que Ad Fontes es converteixi en un "Consumer Reports for media ratings" o valorador dels mitjans de comunicació i anàlisi pels consumidors d'aquests. Va comparar fonts de notícies de baixa qualitat amb menjar ferralla, i va descriure fonts amb un biaix extrem com "molt tòxiques i perjudicials per al país".

### Metodologia
Tal com declarà l'any 2021:
| «              | The Ad Fontes methodology consists of multi-analyst ratings of news sources along seven categories of bias and eight of reliability. Each source is rated by an equal number of politically left-leaning, politically right-leaning, and politically centrist analysts, whose scores along each dimension are averaged (after any notable score discrepancies are discussed and scores adjusted if the outlier is convinced). Each analyst completes a political identity assessment; all analysts hold at least a bachelor’s degree—and most hold a graduate degree—with one-third holding or in the process of obtaining a doctoral degree. Analysts are selected by a panel of application reviewers consulting a rubric of candidate qualifications—including education, political/civic engagement, familiarity with news sources and United States government systems, reading comprehension and analytical skills, among others. Once hired, analysts complete a minimum of 20 training hours to learn the content analysis procedure before contributing ratings to the data set. | La metodologia Ad Fontes consisteix en valoracions multianalistes de fonts de notícies en set categories de biaix i vuit de fiabilitat. Cada font és valorada per un nombre igual d'analistes políticament d'esquerra, políticament de dreta i políticament centristes, les puntuacions dels quals al llarg de cada dimensió es fan una mitjana (després de discutir qualsevol discrepància notable de puntuacions i ajustar les puntuacions si es convenç del valor atípic). Cada analista completa una avaluació d'identitat política, i tots els analistes tenen almenys una llicenciatura —i la majoria tenen un títol de postgrau— amb un terç en possessió o en procés d'obtenció del títol de doctor. Els analistes són seleccionats per un grup de revisors d'aplicacions que consulten una rúbrica de qualificacions dels candidats, com ara educació, compromís polític/cívic, familiaritat amb fonts de notícies i sistemes governamentals dels Estats Units, comprensió lectora i habilitats analítiques, entre d'altres. Un cop contractats, els analistes completen un mínim de 20 hores de formació per conèixer el procediment d'anàlisi de contingut abans d'aportar puntuacions al conjunt de dades | » |
| — Otero, 2021, | | |   |

Segons Natasha Strydhorst, de la Facultat de Mitjans i Comunicació de la Texas Tech University, el sistema de classificació proporciona "una operativa viable de les seleccions de mitjans de comunicació de les audiències". Tanmateix, "no mesura (i no pot) mesurar el biaix i la fiabilitat dels mitjans objectius, però també comparteix aquesta limitació amb altres mesures disponibles dels fenòmens".

### Recepció
El gràfic ha estat criticat per gent d'esquerra i dreta. Segons Otero, "molta gent de l'esquerra ens anomena còmplices del neoliberalisme, i després una colla de gent de la dreta diuen: "Oh, vosaltres mateixos sou un grup d'esquerres".
El 2018, un article de Columbia Journalism Review va qüestionar la minuciositat del Media Bias Chart (quan es basava únicament en les opinions d'Otero) i iniciatives similars, afirmant que "les cinc a vint històries que normalment es jutgen en aquests llocs representen només una gota de notícies principals i de la producció publicitària".
L'any 2021, un article al bloc de l'⁣Associació de Biblioteques d'Universitats i Recerca va argumentar que el gràfic de biaix dels mitjans és perjudicial per als esforços d'alfabetització mediàtica perquè "promou una falsa equivalència entre l'esquerra i la dreta, destaca un 'centre' polític com a sense prejudicis i reforça les percepcions nocives sobre el que constitueix "notícies" al nostre ecosistema mediàtic, i és ignorada per qualsevol que encara no tingui una visió comparable del panorama mediàtic".
Fonts de notícies que van ser qualificades de "molt esbiaixades" al gràfic de biaix de mitjans han estat crítiques amb el gràfic. Alex Jones, el fundador del lloc de teoria de la conspiració de la dreta extrema InfoWars, va dir el 2018 que el gràfic d'Ad Fontes representava "el biaix liberal extrem dels mitjans de dinosaures moribunds" després que el gràfic classifiqués InfoWars com a "ximpleria perjudicial per al discurs públic". InfoWars va respondre amb un gràfic propi, posant-se com a "independents" i representant la "llibertat" mentre etiquetava fonts de notícies com Associated Press com a "tirania" i "influències corporatives/estrangeres de l'estat". El gràfic d'InfoWars va ser àmpliament criticat pels periodistes a Twitter.